# Holbrookia
Holbrookia (мала безвуха ящірка) — рід ігуаноподібних ящірок родини фриносомових (Phrynosomatidae). Представники цього роду мешкають в США і Мексиці.

## Опис
Довжина ящірок з роду Holbrookia (без врахування хвоста) становить 50-65 мм, довжина хвоста 75-100 мм. Вони характеризуються відсутністю зовнішніх вух, ймовірно, щоб запобігти потраплянню ґрунту у вуха під час риття. Забарвлення цих ящірок переважно сіре або коричневе з чорними плямами. У самців з обох боків живота зазвичай є сині плями, які у самиць відсутні. Під час вагітності у самок часто з'являються яскраво-помаранчеві плями.
Малі безвухі ящірки поширені на південному заході і в центрі США та на півночі Мексики. Вони ведуть денний спосіб життя, більшу частину часу проводять, гріючись на сонці серед каміння, доки температура поверхні не досягне приблизно 40 °C, після чого вони ховаються у тріщинах серед скель або в норі. Живляться комахами.

## Види
Рід Holbrookia нараховує 6 видів:
- Holbrookia approximans Baird, 1859
- Holbrookia elegans Bocourt, 1874
- Holbrookia lacerata Cope, 1880
- Holbrookia maculata Girard, 1851
- Holbrookia propinqua Baird & Girard, 1852
- Holbrookia subcaudalis Axtell, 1956

## Етимологія
Рід названий на честь американського зоолога Джона Едвардса Холбрука.